# Paul Kärcher
Paul Kärcher (* 15. Juni 1901 in Wiebelskirchen, heute Neunkirchen (Saar); † 11. September 1970 ebenda) war ein saarländischer Gewerkschafter und Politiker der KPD und der Kommunistischen Partei Saar.

## Leben und Verfolgung
Kärcher, der als Sohn eines Grubenklempners aufwuchs, absolvierte eine Lehre zum Schlosser. Daraufhin arbeitete er als Maschinen und Konstruktionsschlosser bei der Eisenbahn-Reparaturwerkstatt in Saarbrücken, später wurde er in den Arbeiterausschuss des Neunkircher Eisenwerks gewählt und war in verschiedenen Metallbetrieben als Schlosser tätig.
Am 29. Januar 1934 wurde Kärcher durch die Gestapo in Berlin verhaftet. Am 6. Februar wurde er ins Gestapo-Gefängnis im Berliner Columbia-Haus überführt, wo er schwer misshandelt wurde. Am 2. März wurde er im Gefängnis Berlin-Moabit inhaftiert.
1935 kehrte er ins Saargebiet zurück. Dort war er wieder als Schlosser und Vorarbeiter tätig, außerdem schloss er sich der DAF an.
Am 10. August 1936 wurde Kärcher vom Volksgerichtshof in Berlin wegen Vorbereitung zum Hochverrat verurteilt und verbüßte eine einjährige Haftstrafe. Am 25. Januar 1937 wurde er in seinem Heimatort Wiebelskirchen erneut von der Gestapo verhaftet, diesmal aufgrund des Verdachts illegaler Kuriertätigkeiten für die KPD.
Mit Ausbruch des Zweiten Weltkriegs 1939 wurde er als „wehrunwürdig“ zurückgestellt. 1942 leistete er seinen Militärdienst beim Heimat-Kraftfuhrpark in Mannheim ab, danach zog er in den Kriegsdienst. Im April 1946 kehrte er aus französischer Kriegsgefangenschaft zurück.
Am 2. Juli 1949 wurde Kärcher als Opfer des Nationalsozialismus anerkannt.
1963 wurde er auf Veranlassung des Landesentschädigungsamtes durch den Verfassungsschutz überprüft, diese Überprüfung blieb ohne Erkenntnis.
In seinen letzten Lebensjahren war Kärcher als Versicherungs-Generalagent in Wiebelskirchen tätig.
Kärcher war seit dem 4. Dezember 1926 mit Frieda, geborene Müller, verheiratet.

## Politik
1927 trat Kärcher in die KPD ein, 1931 schloss er sich der Revolutionären Gewerkschafts-Opposition an. Seit dem 31. März 1931 war er bei der Arbeiterzeitung und im Sekretariat der Bezirksleitung der KP in Saarbrücken angestellt. Daneben besuchte er die Rosa-Luxemburg-Schule in Fichtenau und die Lenin-Schule in Moskau. Im Oktober 1932 wurde er zum Sekretär in der KP-Bezirksleitung berufen, dieses Amt hatte er bis Juni 1933 inne.
Bei der Landtagswahl 1947 kandidierte Kärcher zunächst erfolglos für den Landtag des Saarlandes. Am 23. Januar 1950 rückte er für Friedrich Bäsel ins Parlament nach. Bei der Wahl 1952 wurde er wiedergewählt, jedoch verzichtete er aufs Mandat und schied aus dem Landtag aus.